# 西芳弘
西 芳弘（にし よしひろ、1973年5月4日 - ）は、石川県小松市出身の元プロ野球選手（外野手）。

## 来歴・人物
寺井高では投手も務めた。1991年のプロ野球ドラフト会議でオリックス・ブルーウェーブから6位指名を受け入団。俊足と強肩が持ち味、イチローと同期入団の外野手で選手名鑑でも並んで掲載されていたほか練習パートナーでもあった。
一軍出場がないまま、1998年限りで現役を引退。

## 詳細情報

### 年度別打撃成績
一軍公式戦出場なし

### 背番号
- 53 （1992年 - 1998年）